# Gholamali Bayandor

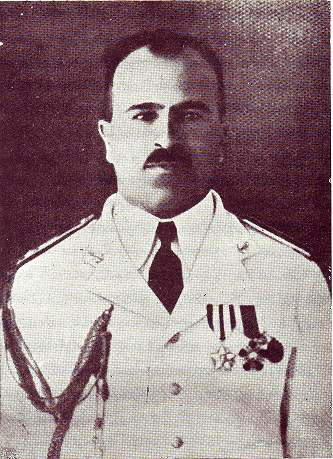
Konteradmiral Gholamali Bayandor

Gholamali Bayandor (persisch غلام علي بايندر‎; * 13. Dezember 1898 in Teheran; † 25. August 1941) war ein  iranischer Konteradmiral. 

## Leben
Gholamali Bayandor wurde am 13. Dezember 1898  in Teheran geboren. Seine Vorfahren stammen aus Bidschar in der Provinz Kordestān. Nach seiner Schulausbildung in Teheran besuchte er ab 1920 die Militärakademie der iranischen Armee. 
Gholamali Bayandor war 1921 an der Niederschlagung der Separatistenbewegung von Mirza Kutschak Khan in Mazandaran unter dem Oberkommando von Reza Khan, dem späteren Reza Schah Pahlavi beteiligt. Danach übernahm er das Kommando einer Artillerieeinheit.
1921 wurde er auf die Militärakademie in St. Cyr in Frankreich gesandt. Zehn Jahre später reiste er mit einer Gruppe von Offizieren nach Italien, um die Gründung der iranischen Marine vorzubereiten. Nach der Gründung der iranischen Marine war Bayandor vom 5. November 1933 bis zum 25. August 1941 ihr erster Kommandeur. Gholamali Bayandor fiel am Morgen des 25. August 1941 gegen 4 Uhr bei einem Angriff der britischen Marine auf sein Schiff. Großbritannien und die Sowjetunion hatten im Rahmen der anglo-sowjetischen Invasion des Iran einen Großangriff begonnen, obwohl die Regierung des Iran ihre Neutralität erklärt hatte. Die Briten näherten sich seinem Schiff unter dem Vorwand, Verhandlungen führen zu wollen. Als sie in Schussweite waren, eröffneten sie das Feuer.
Gholamali Bayandor ist Autor zahlreicher Veröffentlichungen über die Artillerie und die Marine.